# Зустрічні вибої
Зустрічні вибої (рос. встречные забои, англ. entries, англ. counter faces; нім. Gegenörter n pl, нім. Gegenorte n pl — спосіб проведення підземної гірничої виробки одночасно з двох боків із змиканням вибоїв у наміченій точці. Застосовуються для скорочення строків будівництва підземних споруд і шахт. Прикладом може бути прокладання тунелів, які проходять одночасно з двох боків назустріч один одному. 